# Jack-o'-lantern

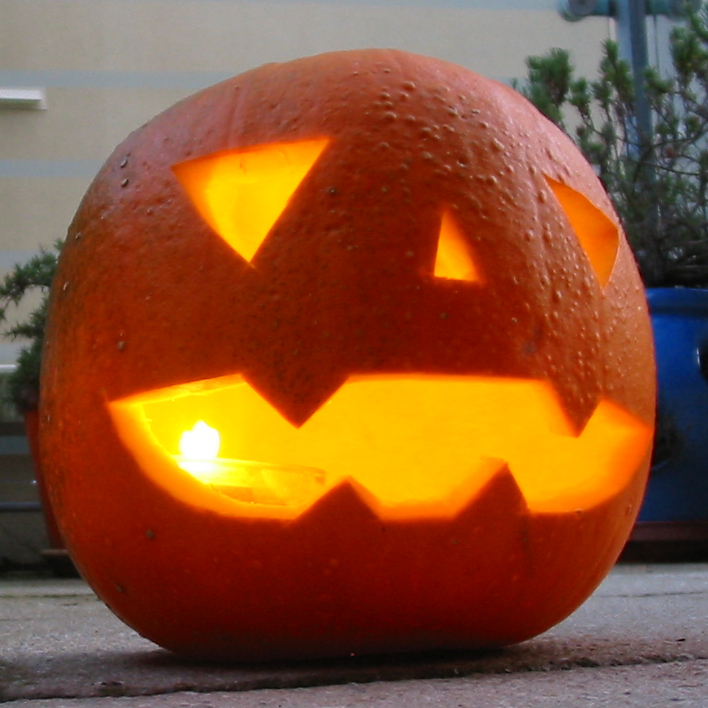
Un Jack-o'-lantern tradițional făcut dintr-un dovleac.

Un Jack-o'-lantern este un dovleac sculptat manual, adoperat ca decorație în mod tradițional în țările anglo-saxone în timpul Halloween-ului. Crearea unui Jack-o'-lantern constă în tăierea părții de sus a dovleacul care ia forma unui capac, și odată scoasă pulpa interioară, se sculptează o față monstruosă sau una comică pe părțile laterale. Pentru a crea efectul de lanternă, se poate poziționa o sursă de lumină, de obicei o lumânare, în interiorul dovleacului. Această tradiție a fost dusă în Statele Unite de către imigranții irlandezi.

## Tradiția populară

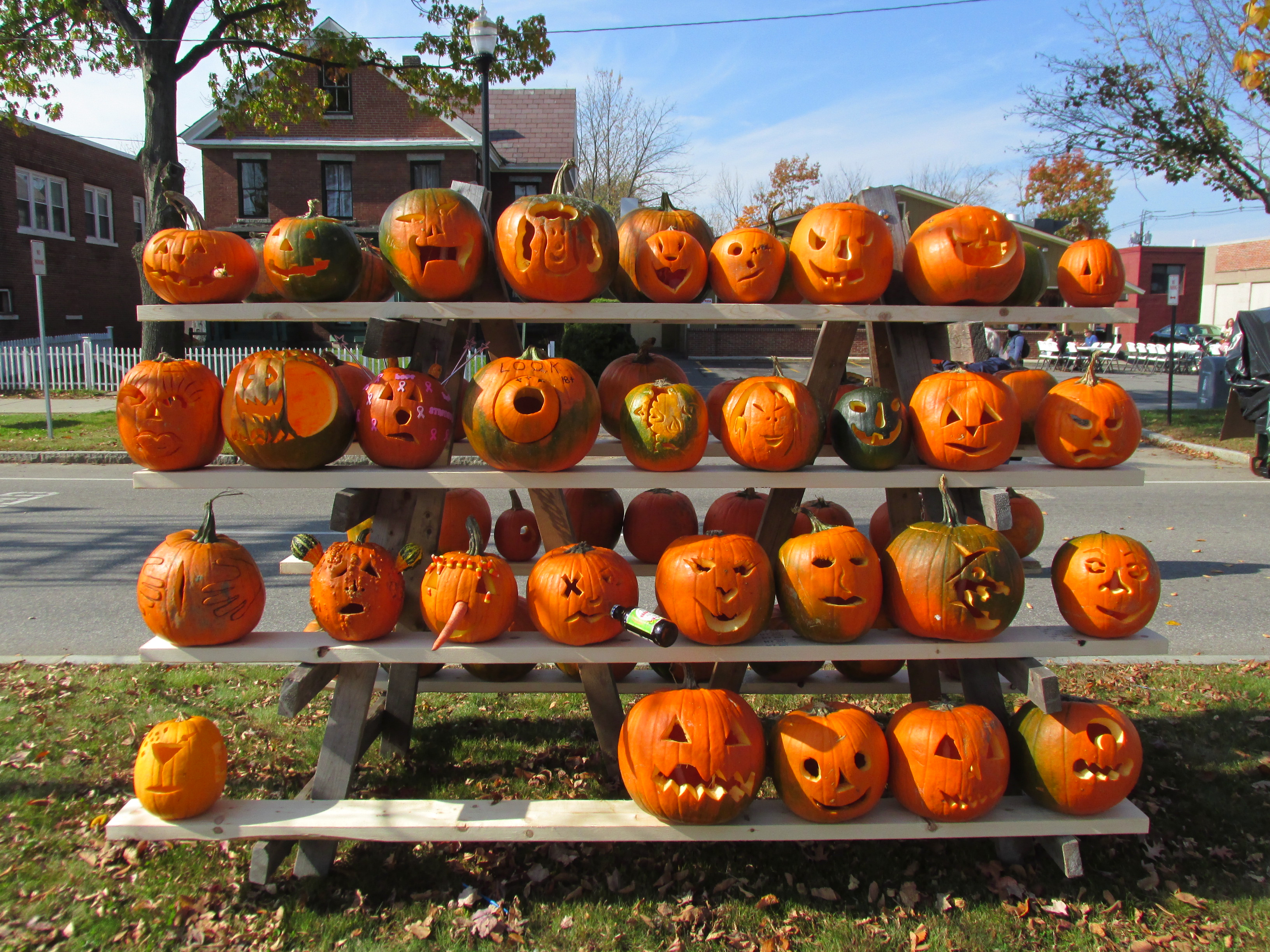
Un asortiment cu dovleci sculptați.

Dovleacul Jack-o'-lantern este legat în mod special de legenda irlandezului Jack, un fierar șiret, avar și bețiv, care într-o zi la o cârciumă a întâlnit Diavolul. Din cauza faptului că era beat, sufletul lui Jack era aproape să cadă în mâinile Diavolului, dar, mulțumită istețimii sale, Jack a cerut acestuia să se transforme într-o monedă pentru a putea cumpăra încă o ultimă băutură, promițându-i sufletul său. Jack a pus Diavolul trasformat în monedă într-o pungă, lângă o cruce de argint, astfel încât să nu se poată transforma înapoi. Atunci diavolul a promis că nu va lua sufletul lui în următorii zece ani, așa că Jack l-a eliberat.
După ce au trecut acești ani, Diavolul s-a prezentat din nou lui Jack. Acesta i-a cerut Diavolului să rupă un măr din vârful unui copac, înainte de a-l duce în Iad. Pentru a nu fi răpit, Jack, după ce Dracul s-a suit pe pom, a desenat niște cruci pe trunchi, astfel încăt Diavolul să numai poată coborî. După o lungă ceartă cei doi au ajuns la un compromis: dacă Diavolul ar fi vrut să coboare, trebuia să-l salveze pe Jack de la condamnarea veșnică.
În timpul vieții sale, Jack a comis multe păcate iar atunci când a murit nu a fost acceptat în Paradis, și când s-a prezentat la intrarea Iadului, a fost respins de Diavol, acesta reamintidu-i lui Jack despre acordul făcut cu el, și a lăsat spiritul lui Jack să se rătăcească. Deoarece era întuneric, Demonul i-a aruncat un jar aprins, pe care Jack l-a pus într-un nap pe care l-a avut cu el. Din acel moment spiritul lui Jack hoinărește în căutare de un loc unde să se odihnească, iar în ziua Halloween-ului oamenii atârna un felinar în fața ușii pentru a indica sufletului nefericit că acea casă nu este un loc pentru el.

## Originile

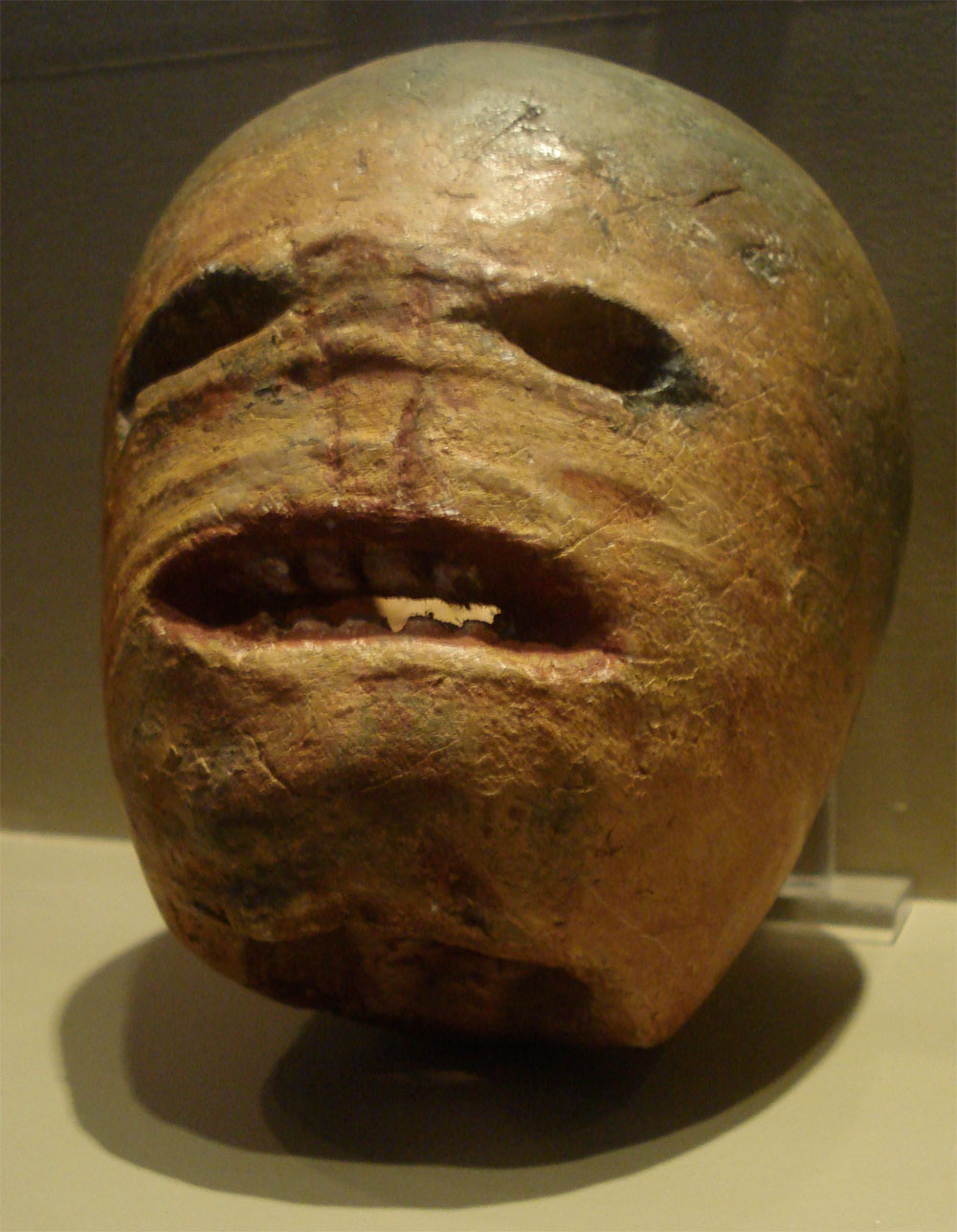
Un Jack-o'-lantern tradițional irlandez din începutul secolului al XX-lea, expus la Museum of Country Life, Irlanda.

Tradiția dovleacului Jack-o'-lantern provine din Irlanda. În secolul al XIX-lea pentru sărbătorirea Halloween-ului în unele părți din această țară și din Highlands se foloseau napi și sfecle furajere fără interior, iluminate pentru a fi utilizate ca lanterne și uneori sculptate cu fețe grotești. Totodată în aceste regiuni celtice Halloween-ul a fost, de asemenea, festivalul Samhain, și se credea că era timpul când ființele supranaturale și sufletele morților umblau pe pământ. 
Aceste felinare erau făcute pentru a reprezenta spiritele și ființele supranaturale, sau erau folosite pentru a alunga spiritele rele. Unii foloseau felinarele Jack-o'-lantern pentru a speria oamenii în timpul Halloween-ului  iar alții le puneau deasupra pervazului pentru a ține spiritele răutăcioase departe de casă. Unele felinare Jack-o'-lantern reprezentau și sufletele creștinilor în Purgatoriu, Halloween-ul fiind și ajunul Sărbătorii Tuturor Sfinților (1 Noiembrie) și Zilei morților (2 Noiembrie). 
Adaptările povestirii lui Washington Irving, „Legenda călărețului fără cap” (1820), îl prezintă adesea pe Călărețul fără cap cu un dovleac în locul capului său retezat. În povestea originală, un dovleac sfărâmat este descoperit lângă pălăria abandonată a lui Ichabod Crane în dimineața de după presupusa sa întâlnire cu Călărețul, dar povestirea nu face referire în mod explicit la jack-o'-lanterns sau Halloween.

## Recorduri Mondiale
Pentru o lungă perioadă de timp, Keene, New Hampshire a deținut recordul mondial pentru cei mai mulți Jack-o'-lantern iluminați într-un singur loc. Life is Good Company împreună cu Camp Sunshine, o tabără la care partecipă copiii cu boli și familiile acestora, a doborât recordul pe data de 21 octombrie 2006, aprinzând 30.128 Jack-o'-lantern într-un parc din orașul Boston. Highwood, Illinois a încercat să doboare acest record cu 30.919 Jack-o'-lantern, dar nu a urmat regulamentul impus de Guinness World Records, și prin urmare realizarea nu a fost socotită.
În 19 octombrie 2013 Keene, New Hampshire a depășit recordul din Boston și a recăpătat recordul mondial pentru cel mai mare număr de dovleci Jack-o'-lantern aprinși într-un loc, pentru a opta oară.
Pe data de 31 octombrie 2005 Scott Cully a sculptat cel mai mare Jack-o'-lantern din lume, din cel mai mare dovleac din lume, în Northern Cambria, Pennsylvania. Dovleacul fusese crescut de Larry Checkon și cântărise 666,33 kg (1469 lb), pe data de 1 octombrie 2005, la Pennsylvania Giant Pumpkin Growers Association.

## Galerie

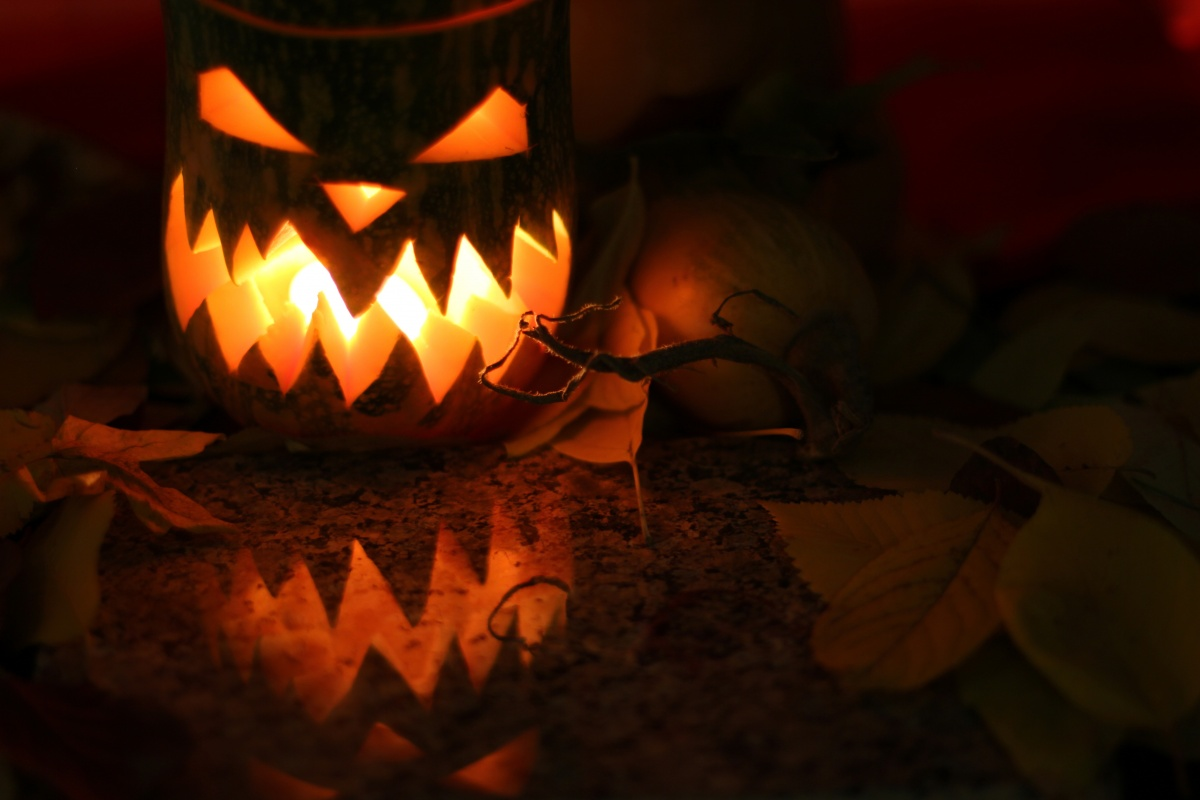
Un Jack-o'-lantern.
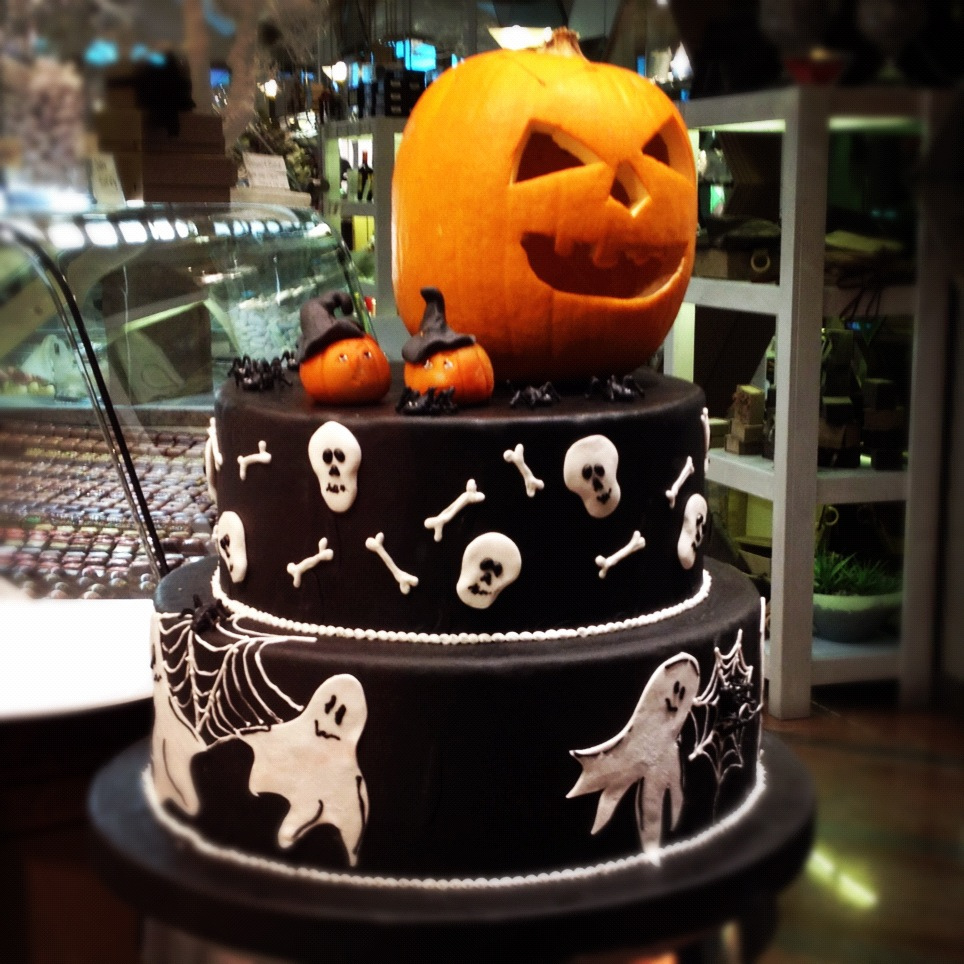
O tortă de Halloween decorată cu un Jack-o'-lantern.
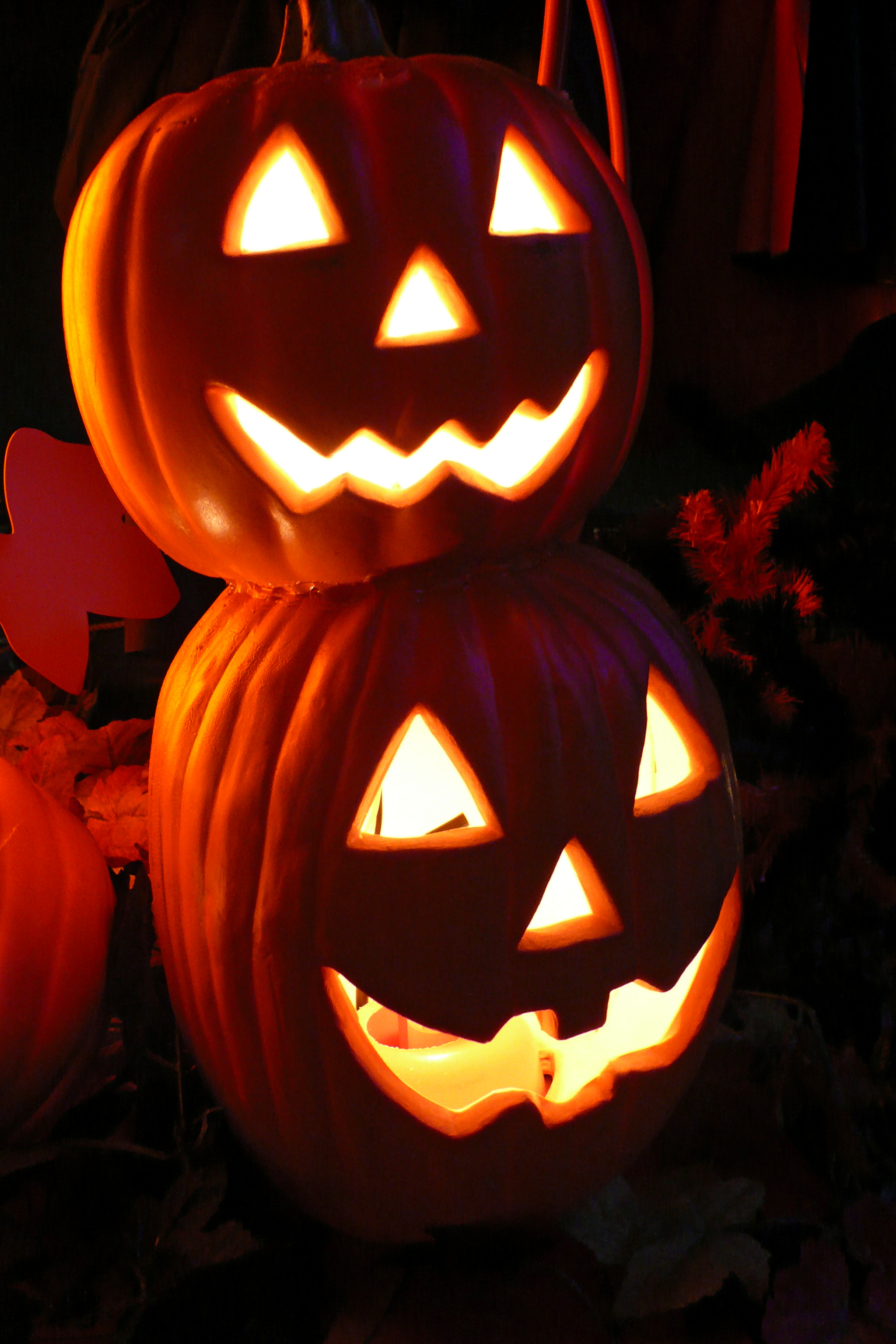
Doi dovleci sculptați pentru Halloween suprapuși.